# Museu de Edo-Tóquio
O Edo-Tokyo Museum é um museu em Tóquio, Japão sobre a história da cidade durante o Período Edo.